# Велбажд (футбольний клуб)
«Велбажд» (болг. ФК Велбъжд) — болгарський футбольний клуб з міста Кюстендил, створений у 1919 році. Домашні матчі примає на стадіоні «Осогово» місткістю 10 000 місць. Провів 7 сезонів у вищому дивізіоні країни.
Клуб є триразовим бронзовим призером чемпіонату Болгарії у сезонах 1998/99, 1999/00 та 2000/01. Він також є фіналістом Кубка Болгарії в сезоні 2000/01. По завершенні того сезону він перемістився до Пловдива та об'єднався з клубом «Локомотив» (Пловдив), фактично припинивши існування. Відроджена команда під старою назвою продовжила виступати на аматорському рівні.

## Історія
Хронологія імен:
- 1919—1920: «Велбажд» (болг. «Велбъжд»)
- 1920—1928: «Моцион» (болг. СК «Моцион»)
- 1928—1940: «Борислав» (болг. СК «Борислав»)
- 1940—1945: «Пауталія» (болг. ФК «Пауталия»)
- 1945—1956: «Червено знаме» (болг. «Червено знаме»)
- 1956—1970: «Левскі» (болг. ФД «Левски»)
- 1970—1994: «Велбажд» (болг. ФК «Велбъжд») — після об'єднання з «Міньором» (Кюстендил)
- 1994—1999: «Левскі» (болг. ФК «Левски»)
- 1999—2001: «Велбажд» (болг. ПФК «Велбъжд»)
- 2001—: «Велбажд» (болг. ФК «Велбъжд») — після об'єднання з «Стефанелем» (Дупниця)

Клуб створений у 1919 році під назвою «Велбажд». Через рік він був перейменований в «Моцион». Згодом він носив назву «Борислав» між 1928 та 1940 роками, а з 1940 по 1945 рік — «Пауталія».
У 1945 році футбольний клуб у Кюстенділі був перейменований на «Червено знаме». Під такою назвою в 1954 році він вперше заслужив право на участь у Групі А, вищому дивізіоні країни, але провів лише один сезон, фінішувавши 12-м із 14 команд та вилетівши назад до другого дивізіону.
У 1956 році, після злиття «Червено знаме» зі «Спартаком» та всіма іншими спортивними організаціями міста, клуб був перейменований у «Левскі». Потім він носив назви «Осогово» та «Осоговець». У 1970 році, після об'єднання з «Міньором» (Кюстендил) він повернув собі історичну назву, під якою його заснували — «Велбажд».

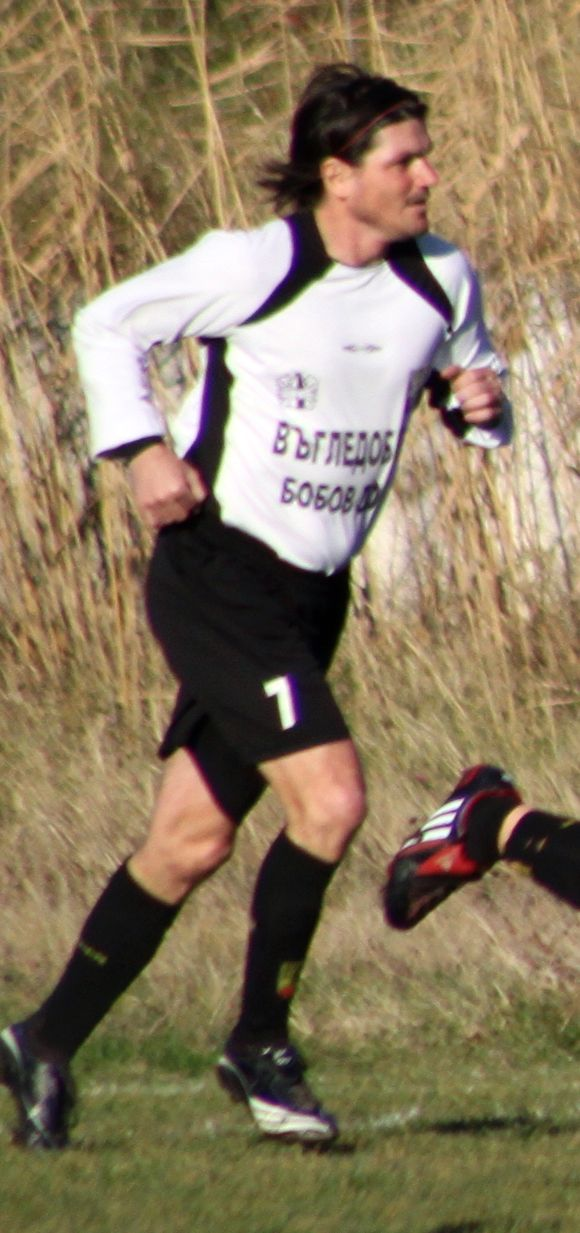
Пламен Петров — рекордсмен за кількістю матчів за «Велбажд» у Групі А

В середині 90-х клуб був придбаний Георгієм Ілієвим і був перейменований на «Левскі» (Кюстендил) на початку сезону 1994/95. Після чого розпочався найуспішніший період в історії команди. У сезоні 1994/95 команда закінчила сезон на 1-му місці у південній групі Б та повернулась до вищого дивізіону після 41-річної перерви. Протягом перших двох сезонів в еліті — 1995/96 та 1996/97, кюстендильці закінчували турнір на 8 місці, а в сезоні 1997/98 — на 6-му.
У 1998 році тренером команди було призначено Димитара Соколова. Під його керівництвом у сезоні 1998/99 команда посіла третє місце після «Литекса» (Ловеч) та «Левскі» (Софія). Досягнення повторилося в наступному сезоні 1999/00, перед яким клуб знову повернув назву «Велбажд». У той же сезон нападник команди Михаїл Михайлов з 20 голами став найкращим бомбардиром чемпіонату країни.
Влітку 2000 року тренером був призначений Димитар Димитров. Під його керівництвом «Велбажд» третій сезон поспіль зайняв 3 місце в Групі А, а також вийшов у фінал Кубка Болгарії, в якому 24 травня 2001 року команда програла 0:1 «Литексу» (Ловеч) на стадіоні «Локомотив» в Софії.
Через кілька днів власник клубу Георгій Ілієв придбав акції «Локомотива» (Пловдив), що виступав у другому дивізіоні. 23 липня 2001 року пройшли загальні збори акціонерів двох клубів, на яких було вирішено зняти реєстрацію «Локомотива» та перейменувати «Велбажд» на «Локомотив». Кюстендильська команда взяла на себе всі зобов'язання та активи пловдивців і клуб з новою зареєстрованою назвою зайняв місце «Велбажда» в Групі А і переїхав з Кюстендила в Пловдив.
Фактично це означало, що «Локомотив» (Пловдив) забрав місце «Велбажда» у вищому дивізіоні. Кюстендильський клуб відновився на аматорському рівні після об'єднання зі «Стефанелем» (Дупниця). і в сезоні 2001/02 брав участь у Південно-західній групі В за ліцензією дупницького клубу. На наступне десятиліття клуб з Кюстендилу незмінно був учасником третього болгарського дивізіону, займаючи здебільшого посеред таблиці.

## Досягнення
Група А
- 3 місце (3) — 1998/99, 1999/00, 2000/01

Кубок Болгарії
- Фіналіст — 2000/01

## Участь у єврокубках
| Сезон | Турнір          | Етап    | Суперник                          | Вдома | В гостях | Загалом |
| ----- | --------------- | ------- | --------------------------------- | ----- | -------- | ------- |
| 2000  | Кубок Інтертото | 1 раунд | «Університетський коледж Дубліна» | 0:0   | 3:3      | 3:3     |
| 2000  | Кубок Інтертото | 2 раунд | «Сігма» (Оломоуць)                | 2:0   | 0:8      | 2:8     |

## Виступи у вищому дивізіоні
| Сезон   | Місце | І  | В  | Н | П  | РГ    | О     |
| ------- | ----- | -- | -- | - | -- | ----- | ----- |
| 1954    | 12    | 26 | 7  | 6 | 13 | 19ː50 | 20 *  |
| 1995/96 | 8     | 30 | 10 | 7 | 13 | 27ː37 | 37    |
| 1996/97 | 8     | 30 | 13 | 3 | 14 | 51ː52 | 42    |
| 1997/98 | 6     | 30 | 15 | 1 | 14 | 45ː40 | 46    |
| 1998/99 | 3     | 29 | 18 | 3 | 8  | 57ː29 | 57 ** |
| 1999/00 | 3     | 30 | 17 | 4 | 9  | 52ː32 | 55    |
| 2000/01 | 3     | 26 | 18 | 3 | 5  | 48ː29 | 57    |

* — 2 бали за перемогу та 1 бал за нічию. 
** Матч проти ЦСКА у Кюстендилі було скасовано після першого тайму і не було дограно. Рахунок після першого тайму був 0:1.

## Рекордсмени Групи А
| Місце | Футболіст        | Матчів |
| ----- | ---------------- | ------ |
| 1     | Пламен Петров    | 123    |
| 2     | Михайло Михайлов | 117    |
| 3     | Красимир Петков  | 101    |
| 4     | Бойко Величков   | 91     |
| 5     | Іліан Стоянов    | 90     |

| Місце | Футболіст        | Голів |
| ----- | ---------------- | ----- |
| 1     | Михайло Михайлов | 52    |
| 2     | Пламен Петров    | 41    |
| 3     | Бойко Величков   | 26    |
| 4     | Христо Марашлиєв | 21    |
| 5     | Велко Христев    | 11    |

- Загалом найбільшу кількість матчів за команду у Групі А та Групі Б провів Владимир Владимиров — 314 матчів, а найбільшу кількість голів забив Мільчо Смілянов — 67.